# Madison County (Nebraska)
Madison County is een county in de Amerikaanse staat Nebraska.
De county heeft een landoppervlakte van 1.483 km² en telt 35.226 inwoners (volkstelling 2000). De hoofdplaats is Madison.

## Bevolkingsontwikkeling

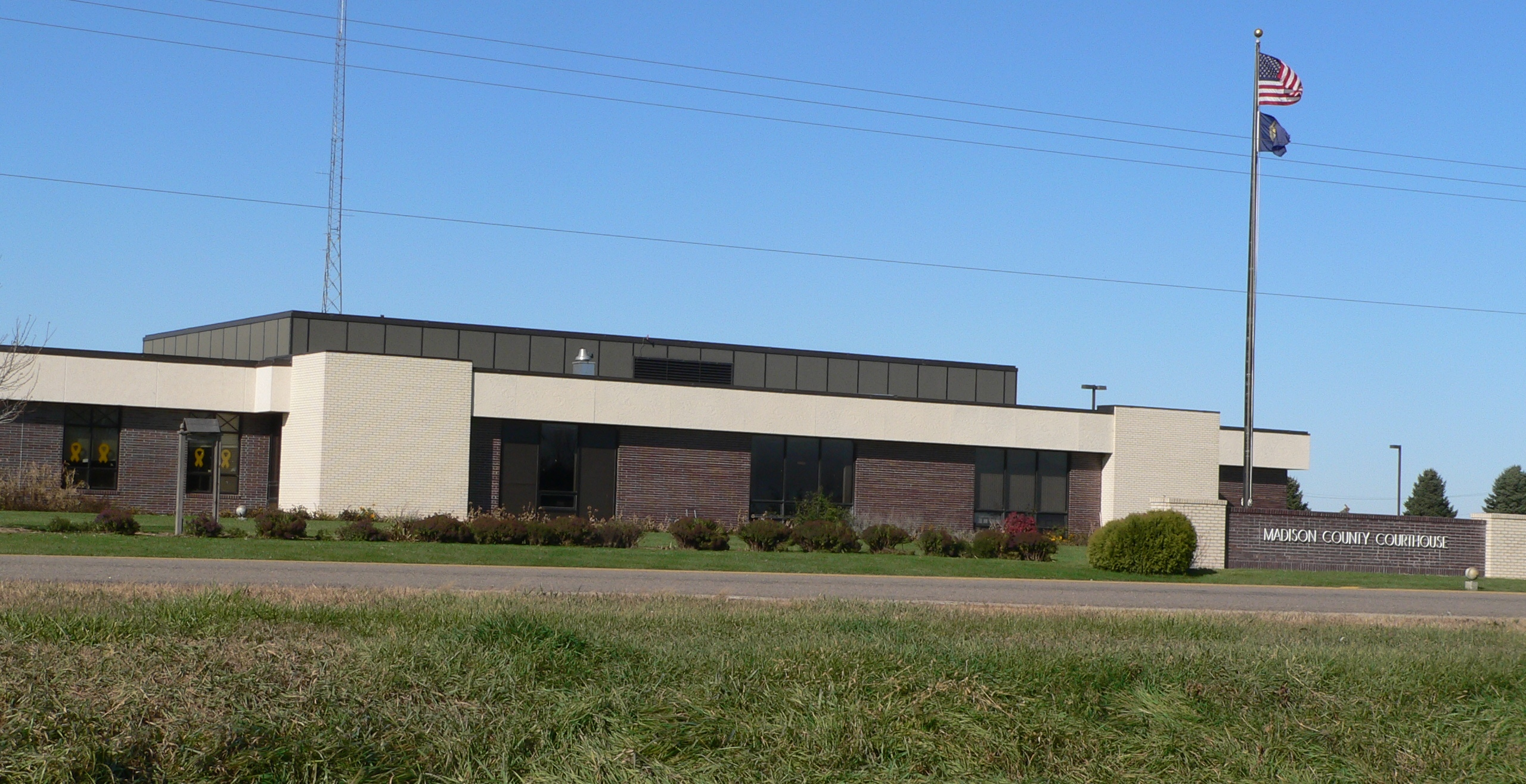
Madison County Courthouse